# Museo delle Grigne
Het Museo delle Grigne (vertaald: Museum van Grigna) is het gemeentemuseum in de gemeente Esino Lario in Italiaanse provincie Lecco in de regio Lombardije.
Het behoudt en presenteert aan het publiek een verzameling van natuurlijke historie (met fossielen, mineralen, voorstellingen van fytoklimatologische gebieden van het Comomeer, diorama's van dieren en een collectie Italiaanse vlinders), archeologische en etnisch-antropologisch materiaal.
Het museum wordt beheerd door de Associazione Amici del Museo delle Grigne Onlus sinds 1990 en is onderdeel van het museumsysteem van de provincie Lecco.

## Geschiedenis
In de jaren 1930 werd het museum opgericht door de priester Giovanni Battista Rocca om het publiek te laten kennismaken met de eigenaardigheden van het gebied. Het museum was het eerste lokale museum in de provincie Como.
In april 2016 werd een nieuw museumgebouw in gebruik genomen in de tuin van Villa Clotilde.